# Céline Martin (religiosa)
Sœur Geneviève de la Sainte-Face, al secolo Céline Martin (Alençon, 28 aprile 1869 – Lisieux, 25 febbraio 1959), è stata una carmelitana francese.
È una delle sorelle di Santa Teresa di Lisieux, monaca con lei nel Carmelo di Lisieux.
Dopo aver assistito il padre fino alla sua morte, entrò nel Carmelo di Lisieux nel 1894, unendosi alle altre tre sorelle. Scattò numerose fotografie all'interno del convento, cosa che permise di documentarne la vita quotidiana. Riprodusse diverse foto e illustrazioni che raffiguravano sua sorella Thérèse, poi diffuse come immagini devozionali, che contribuirono alla conoscenza della santa.

## Biografia

### Periodo giovanile
Céline Martin era la settima figlia di Louis Martin e di Marie-Azélie Guérin Martin. Nacque il 28 aprile 1869 ad Alençon in Normandia, dove trascorse i primi anni della sua infanzia.
Fu battezzata il 5 settembre nel suo paese natale, poche settimane prima dell'apertura del Concilio Vaticano I.
Nella sua autobiografia (Histoire d'une soul), Thérèse confessò che Céline era per lei la sorella "preferita" e che, da bambine, giocavano spesso insieme. Dopo la morte della madre, la famiglia Martin si trasferì a Lisieux, dove si stabilirono nella villa "Les Buissonnets". Marie, la figlia maggiore, a soli 17 anni, si fece carico della casa e della famiglia; Pauline si occupò, invece, dell'educazione di Céline e Thérèse, le più giovani.
Dal 1877 al 1885, Céline studiò a Lisieux presso le benedettine, dove poté esprimere talenti artistici sin dalla tenera età: durante gli studi, infatti, vinse diversi premi per la sua creatività. Mantenne sempre un rapporto particolare con Thérèse, così che negli anni della crescita, divenne la sua unica confidente.

### Padrona di casa

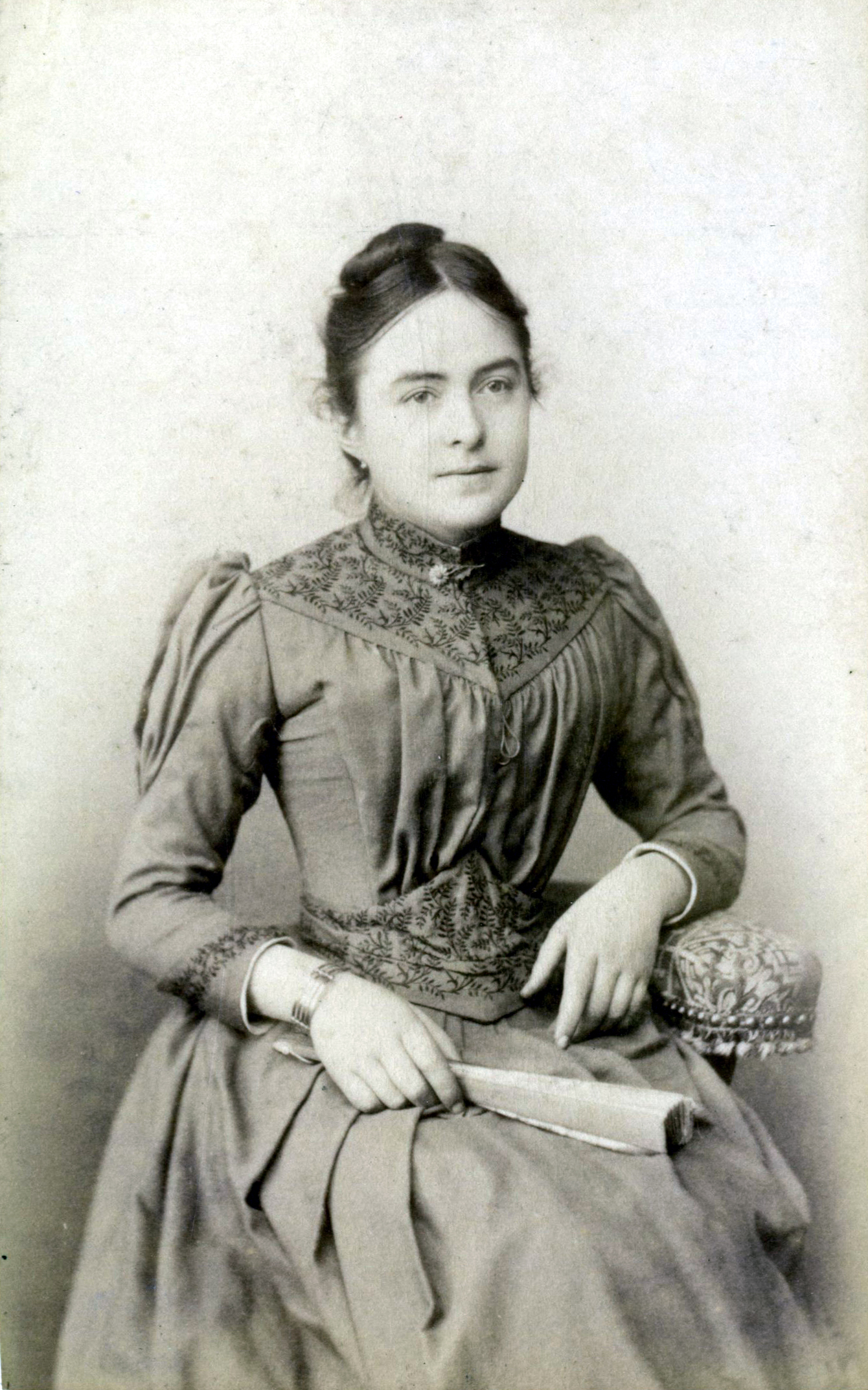
Céline Martin giovane ragazza.

Nell'agosto del 1886, Marie, la maggiore delle ragazze Martin, entrò a sua volta nel Carmelo di Lisieux, dove si unì a Pauline che vi si trovava già da quattro anni. Nell'ottobre dello stesso anno, Léonie entrò nel convento delle clarisse. Vicino all'anziano padre rimasero solo due ragazze: Thérèse e Céline. Quest'ultima, di soli 17 anni, dovette occuparsi della famiglia e della casa
Nel novembre 1887, Céline partecipò a un pellegrinaggio diocesano a Roma organizzato in occasione del giubileo di Papa Leone XIII. Fece questo viaggio in compagnia di sua sorella Teresa e suo padre Louise: per la sorella minore fu un momento di grande concentrazione sul futuro, come scrisse essa stessa, nelle sue "memorie". Visitarono diverse città: all'andata passarono per Parigi. Giunte in Italia visitarono anche Milano, Venezia e Bologna, prima di recarsi a Roma. Al rientro attraversarono anche la Svizzera.
Nell'aprile 1888, fu la volta di Teresa ad entrare al Carmelo, lasciando la sorella Céline da sola con l'anziano padre. In quello stesso periodo Céline ricevette una proposta di matrimonio, che però rifiutò poiché desiderava entrare in convento e prendere i voti. Parlò al padre del suo desiderio di diventare suora, ma rimase accanto a lui per accudirlo nella sua precaria situazione di salute. Louis Martin peggiorò rapidamente e iniziò ad essere sempre più confuso e meno "presente" nella vita quotidiana: morì il 29 luglio del 1894

### Ingresso al convento

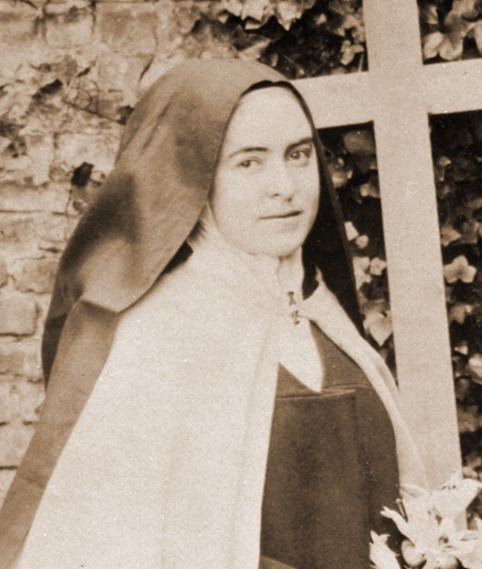
Céline Martin carmelitana.

Dopo la morte del padre, sistemate le questioni legate all'eredità familiare, Céline entrò nel Carmelo di Lisieux nel settembre| del 1894, all'età di 25 anni. Si riunì così alle sue sorelle suor Agnese di Gesù, suor Maria del Sacro Cuore e suor Teresa di Gesù Bambino e del Volto Santo, rispettivamente Pauline, Marie e Thérèse Da novizia, scelse il nome di Suor Marie de la Sainte Face, ma quando vestì l'abito nel febbraio del 1895, optò per Sœur Geneviève de Sainte Thérèse et de la Sainte Face. Il 24 febbraio del 1896 pronunciò i voti per la professione solenne e prese il nome di Geneviève de la Sainte-Face. Durante la sua formazione al Carmelo, Thérèse ricoprì l'incarico di maestra delle novizie, così che si occupò della formazione di Céline: Suor Geneviève de la Sainte-Face. Céline, in convento, scattò diverse fotografie, portò a termine alcuni dipinti di Teresa e disegnò anche delle immagini devozionali. Dopo la morte della sorella minore, suor Geneviève partecipò attivamente alla diffusione del messaggio di Teresa attraverso la scrittura, la fotografia e le immagini da lei documentate.
In occasione della Pasqua del 1904 realizzò una grisaglia del Volto Santo partendo da una fotografia della Sindone di Torino. Per realizzare questo ritratto, lavorò per oltre sei mesi, aiutandosi con una lente d'ingrandimento, per riportare i dettagli con grande precisione. Riuscì a tradurre in disegno le meditazioni delle conversazioni avute con sua sorella Thérèse e le stesse preghiere, a Lui ispirate.
Nel 1952 fu pubblicata un'opera di Suor Geneviève, Conseils et Souvenirs, che fu tradotta e ripubblicata più volte. Nella ristampa, cambiarono il nome dell'autore, che divenne Thérèse, perché sicuramente era la più conosciuta fra le due. Nei decenni successivi alla morte di Teresa, Suor Geneviève, rimase una delle testimoni più importanti della vita di sua sorella e della sua dottrina della "piccola via".
Nel 1956, all'età di 85 anni, partecipò al processo diocesano di beatificazione dei suoi genitori Louis e Zélie Martin. A dicembre del 1958 si ammalò gravemente: i medici rilevarono diverse patologie insufficienza cardiaca, aritmie, complicate da insufficienza renale e attacchi di congestione polmonare. Si spense serenamente, il 25 febbraio 1959. Dopo la morte, il suo corpo fu esposto alla venerazione dei fedeli fino al 27, in attesa dei funerali che furono celebrati il 28 febbraio nella cappella del Carmelo, alla presenza di quattro vescovi, tra cui un rappresentante della Santa Sede) e numerosi sacerdoti e religiosi. I suoi resti mortali furono deposti insieme a quelli di Madre Agnès di Gesù e Suor Maria del Sacro Cuore